# 51823 Рікхазбанд
51823 Рікхазбанд (51823 Rickhusband) — астероїд головного поясу, відкритий 18 липня 2001 року.
Тіссеранів параметр щодо Юпітера — 3,141.
Названо на честь Річарда Дугласа Хазбанда (англ. Richard Douglas "Rick" Husband; 1957—2003) — військового льотчика США, астронавта НАСА. Здійснив два польоти в космос. При поверненні на Землю загинув у катастрофі шатла «Колумбія» командиром якого він був.